# Ochrosperma citriodorum
Ochrosperma citriodorum là một loài thực vật có hoa trong Họ Đào kim nương. Loài này được (Penfold & J.L.Willis) Trudgen mô tả khoa học đầu tiên năm 1987.